# San Antonio Oeste
San Antonio Oeste – miasto w Argentynie, w prowincji Río Negro, stolica departamentu San Antonio.
Według danych szacunkowych na rok 2010 miejscowość liczyła 16 265 mieszkańców.